# Gustaf Ulff
Gustaf Emanuel Ulff, född den 5 mars 1833 i Hedemora socken, Kopparbergs län, död den 11 december 1912 i Stockholm, var en svensk sjömilitär. Han var svärfar till Sam Bolling samt farbror till Louise och Carl Ulff.

## Biografi
Ulff blev sekundlöjtnant vid flottan 1853. Efter anställning i engelsk örlogstjänst 1855–1860 blev han premiärlöjtnant 1862 och kapten 1866. Ulff var adjutant i Sjöförsvarsdepartementets kommandoexpedition 1861–1862, adjutant hos befälhavande amiralen vid flottans station i Karlskrona 1866 och chef för artilleridepartementet där 1878–1880. Han befordrades till kommendörkapten av andra graden 1880, av första graden 1884 och till kommendör 1889. Ulff var chef för Sjöförsvarsdepartementets kommandoexpedition 1881–1884, chef för artilleridepartementet vid flottans station i Stockholm 1884–1889 och kommendant på sjöbefästningarna vid Karlskrona 1889–1893. Han beviljades sistnämnda år avsked med tillstånd att som kommendör kvarstå i flottans reserv. Ulff fick avsked ur krigstjänsten 1903. Han invaldes som ledamot av Örlogsmannasällskapet 1866 (hedersledamot 1905) och som ledamot av Krigsvetenskapsakademiens andra klass 1887. Ulff blev riddare av Svärdsorden 1878, kommendör av andra klassen av samma orden 1891 och kommendör av första klassen 1894. Han vilar på Galärvarvskyrkogården i Stockholm.